# فيصل البدري
فيصل صالح البدري؛ مواليد 4 يونيو 1990 في بنغازي، ليبيا، هو لاعب كرة قدم ليبي يلعب لنادي الهلال الليبي كلاعب وسط. بدأ فيصل البدري مسيرته الرياضية عام 2009 مع نادي الهلال الليبي. سجل أول هدف دولي له رفقة المنتخب الليبي، في 13 يونيو 2013، ضد الطوغو، برسم إقصائيات كأس العالم 2014، في مباراة فازت خلالها ليبيا بهدفين لصفر.

رفقة المنتخب الليبي، شارك في كأس أفريقيا للأمم 2012، و فاز بوصافة كأس العرب 2012.

## الجوائز والإنجازات

### الإنجازات مع النادي أو المنتخب
| النادي أو المنتخب      | البطولة                    | مرات الفوز | الأعوام أو المواسم |
| ---------------------- | -------------------------- | ---------- | ------------------ |
| منتخب ليبيا لكرة القدم | وصيف بطل كأس العرب         | 1          | 2012               |
| منتخب ليبيا لكرة القدم | بطولة أمم أفريقيا للمحليين | 1          | 2014               |

## وصلات خارجية
- فيصل البدري على موقع قاعدة بيانات كرة القدم.إي يو (الإنجليزية)
- فيصل البدري على موقع ناشيونال فوتبول تيمز (الإنجليزية)
- فيصل البدري على موقع Soccerway.com (الإنجليزية)

- سجل أهداف فيصل البدري، من موقع كوورة